# Rabbruch und Osternheuland

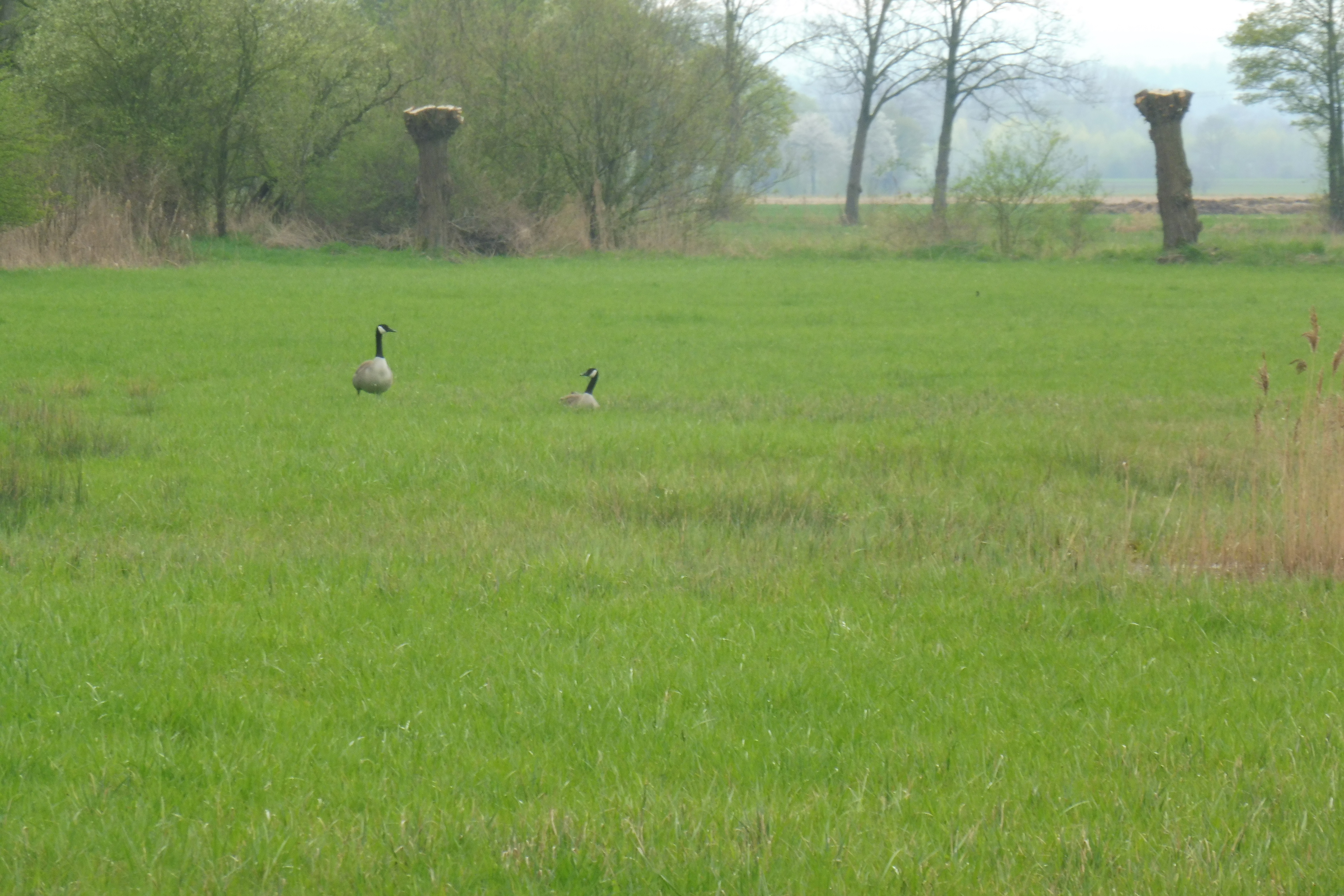
Kanadagänse im Naturschutzgebiet Rabbruch und Osternheuland

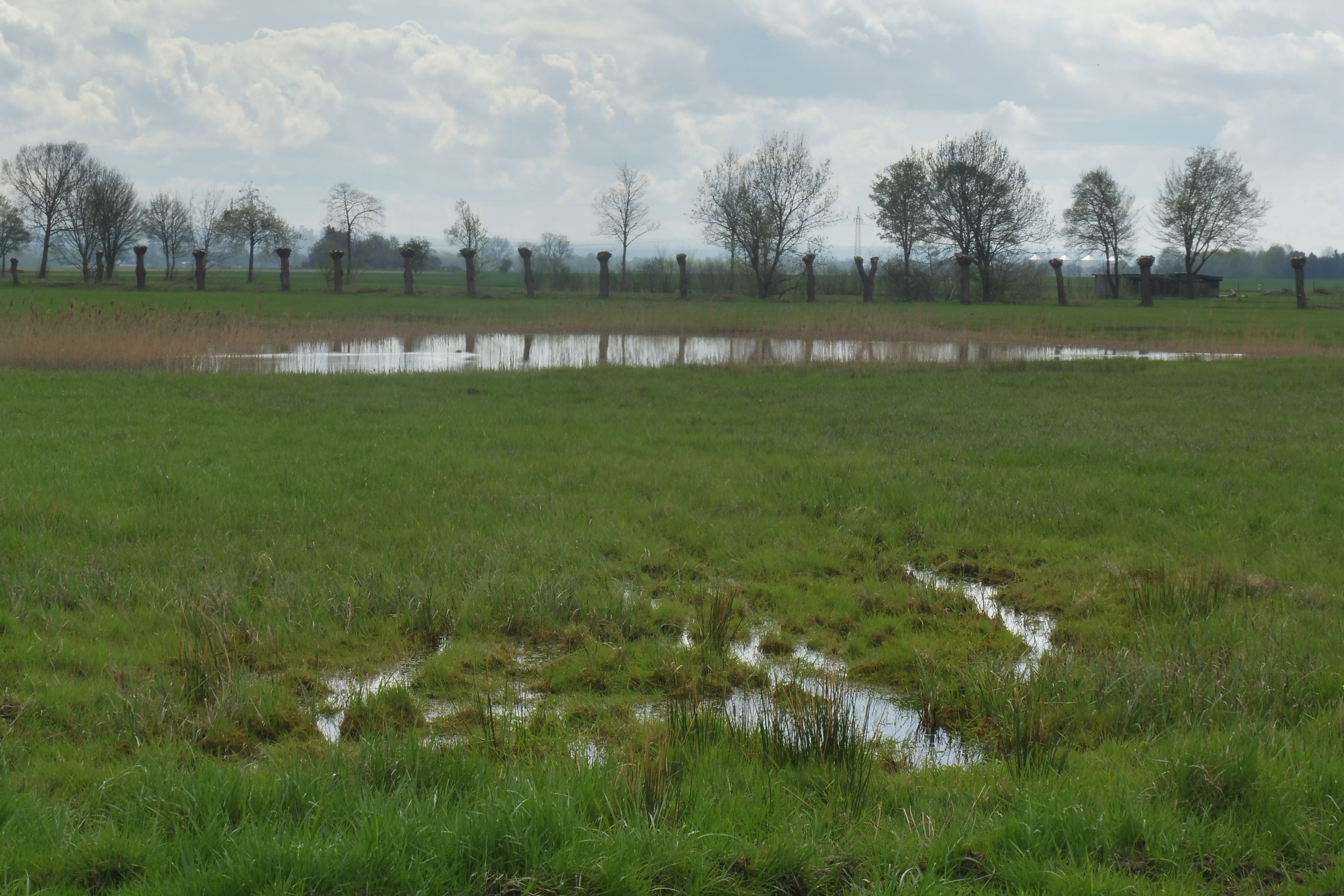
Naturschutzgebiet Rabbruch und Osternheuland (April 2018)

Das Naturschutzgebiet Rabbruch und Osternheuland liegt auf dem Gebiet der Stadt Salzkotten im Kreis Paderborn in Nordrhein-Westfalen. Das Gebiet ist bestimmt von Grünlandflächen, die extensiv, also relativ schonend bewirtschaftet werden (Mäh- und Weidewiesen).
Das Rabbruch ist im Zentrum ein Niedermoor (Moor mit geringer Torfstärke), an den Rändern finden sich Anmoorgley- und Gley-Böden. Im Zentrum befinden sich Feuchtwiesen, Feuchtweiden und Röhricht; am Rand Glatthaferwiesen. Das Moor wird weiterhin über Gräben entwässert. Im Rabbruch gibt es auch einige schilfbestandene Teiche.
Das Osternheuland ist eine weniger feuchte Grünlandfläche zwischen dem Geseker Bach und dem Ort Verlar. Das Land wird ebenfalls überwiegend extensiv bewirtschaftet und teilweise sogar der Brache überlassen. Hier kommt unter anderem die Filz-Segge vor. Am begradigten Geseker Bach und einigen Gräben wachsen Hochstauden, Röhrichte und Ufergehölze, vor allem Strauchweiden-Arten. „Das Gebiet hat eine kulturhistorische Landnutzung und als Trittstein- und Vernetzungsbiotop eine herausragende Bedeutung im Biotopverbund.“ Direkt südlich schließt sich das Naturschutzgebiet Osternheuland – In den Erlen im Kreis Soest an.
Das Gebiet erstreckt sich nordwestlich der Kernstadt Salzkotten und südlich von Verlar, der kleinsten Ortschaft von Salzkotten. Durch das Gebiet hindurch verläuft in Nord-Süd-Richtung die Landesstraße L 549, nördlich verläuft die L 636, nördlich fließt die Lippe und nordöstlich die Heder, ein linker Nebenfluss der Lippe.
Das etwa 219 ha große Gebiet wurde im Jahr 1982 unter der Schlüsselnummer PB-009 unter Naturschutz gestellt.